# معركة شاربورغ
معركة شاربورغ

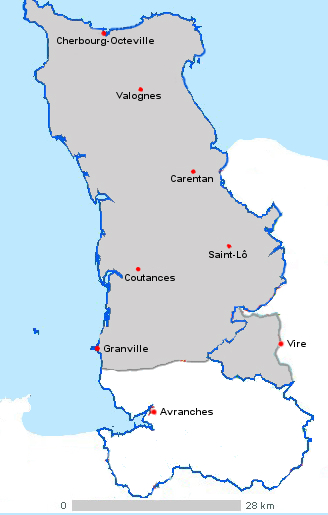
أهم المواقع في شبه جزيرة كوتنتين ومنها مدينة شاربورغ

شاربورغ هي مدينة تاريخية في الشمال الغربي من فرنسا.
تواجه الشواطئ البريطانية الشرقية التي تبعد عنها ب 120 كم تقع ضمن خليج في شبه جزيرة كوتنتين حاليا تقع ضمن بلدية شاربورغ-اوكتوفيل، محافظة المانش، ناحية النورماندي المنخفضة
احتلها النازيون في 19 افريل 1940

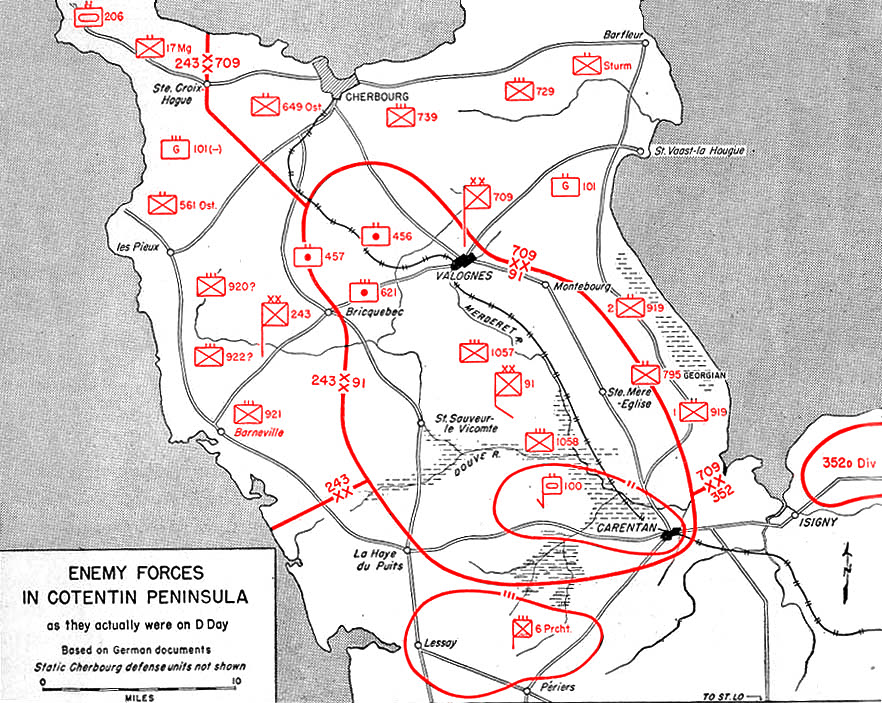
مواقع القوات الألمانية في شبه جزيرة كوتنتين في اليوم ي اي يوم 5 جوان 1944

معركة شاربورغ هي اسم لمعركة وقعت بين قوات الحلفاء من جهة والفوات الألمانية النازية من ناحية أخرى من اجل مدينة شاربورغ ومينائها الهام اختار الحلفاء هذه المدينة بسبب مينائها العميق للقيام بالانزال بها وانشاء موطئ قدم وتحرير أوروبا الغربية ثم الاتجاه نحو برلين
اعطى الأمريكيون اسم «اوتا بيتش» لشاطئها
بدأت هذه المعركة من 6 جوان 1944 تاريخ انزال النورماندي وانتهت في أول جويلية 1944 تاريخ السيطرة على ميناء شاربورغ من طرف القوات الأمريكية واستسلام اخر الجنود النازيين
ان سيطرة الأمريكيين على هذا الميناء العميق كان له اثر ايجابي حيث مكن من ايجاد موطئ قدم في أوروبا القارية لتفريغ الاليات والمعدات والمؤن مباشرة من السفن الاتية من الولايات المتحدة دون الاضطرار إلى التفريغ في الموانئ البريطانية واعادة الشحن إلى فرنسا
قام الحلفاء قبلها ببناء مينائين اصطناعيين والمعروفين باسم مينائ مالبيري لاستعمالها في عملية الانزال أو الإبرار
اختار الحلفاء خمس شواطئ للانزال بهم ومن ضمنها يوتاه بيتش وهي الاقرب إلى ميناء شاربورغ
ان اختيار يوتاه بيتش راجع إلى ضعف تحصيناتها لان الالمان ظنوا انه لايمكن الانزال بها لان بها محاطة بمستنقعات حوض الدوف لكن الحلفاء فكروا بالانزال الجوي لتلافي هذا العائق
في الساعات الأولى من يوم 6 جوان 1944 نزلت الوحدات الأمريكية المجوقلة رقم 82 و101 في شبه جزيرة كوتنتين ورغم خسائرها تمكنت هذه الوحدات من السيطرة على الطرق المؤدية إلى يوتاه بيتش التي ينزل بها الجيش السابع الأمريكي
و فعلا تمكنت وحدة المشاة الأمريكية الرابعة من النزول في يوتاه بيتش دون خسائر كبرى

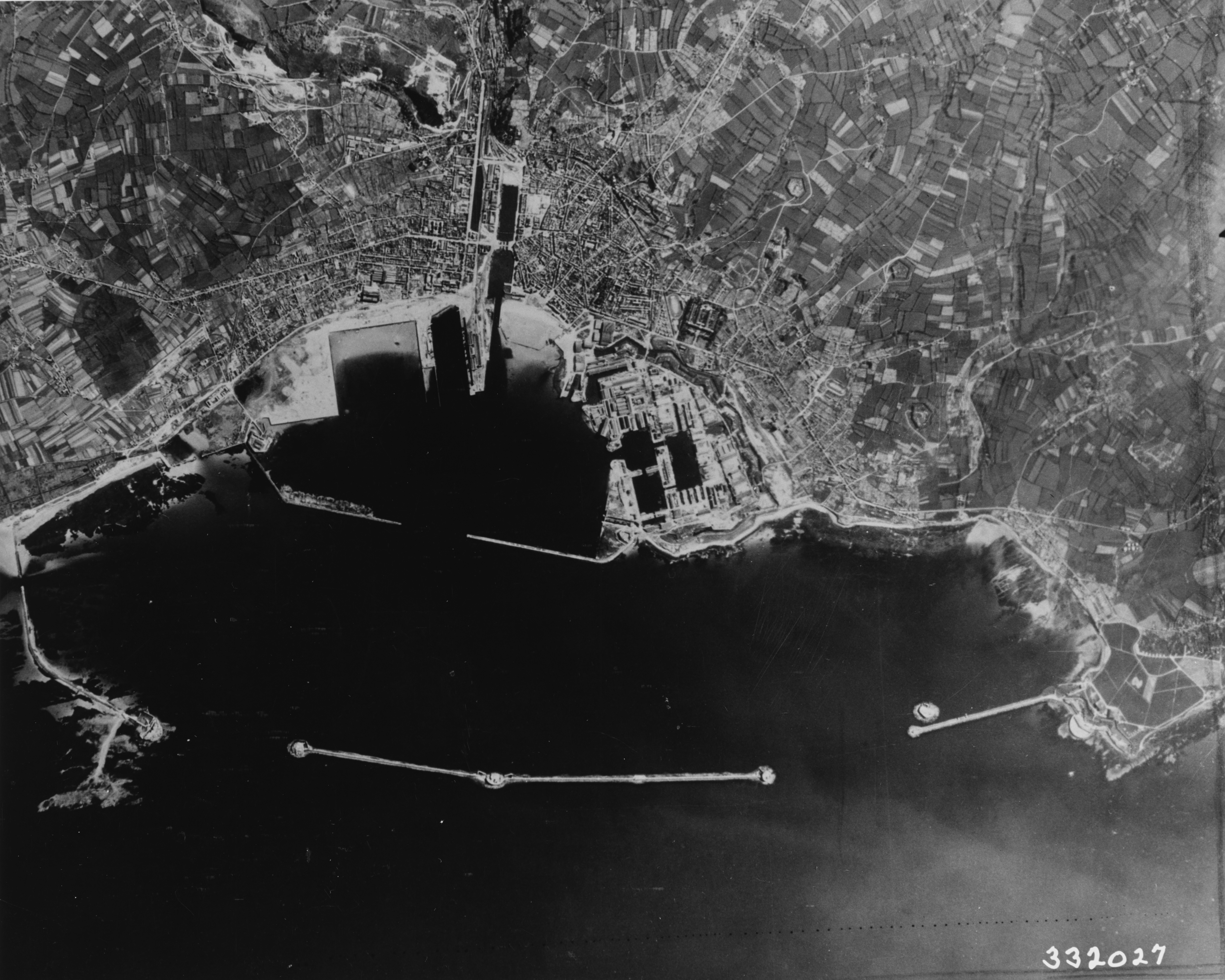
منظر جوي لمدينة وميناء مدينة شاربورغ في 1944 مأخوذة من الشمال الغربي

وتقدمت القوات الأمريكية من هذه المنطقة لتلتقي ببقية قوات الحلفاء التي نزلت في الشواطئ الأخرى
وفي 9 جوان 1944 تمكنت الوحدجة المجوقلة 101 من السيطرة على حوض الدوف وفي اليوم الموالي سيطرت على كارنتان وتم تواصل قوات الحلفاء

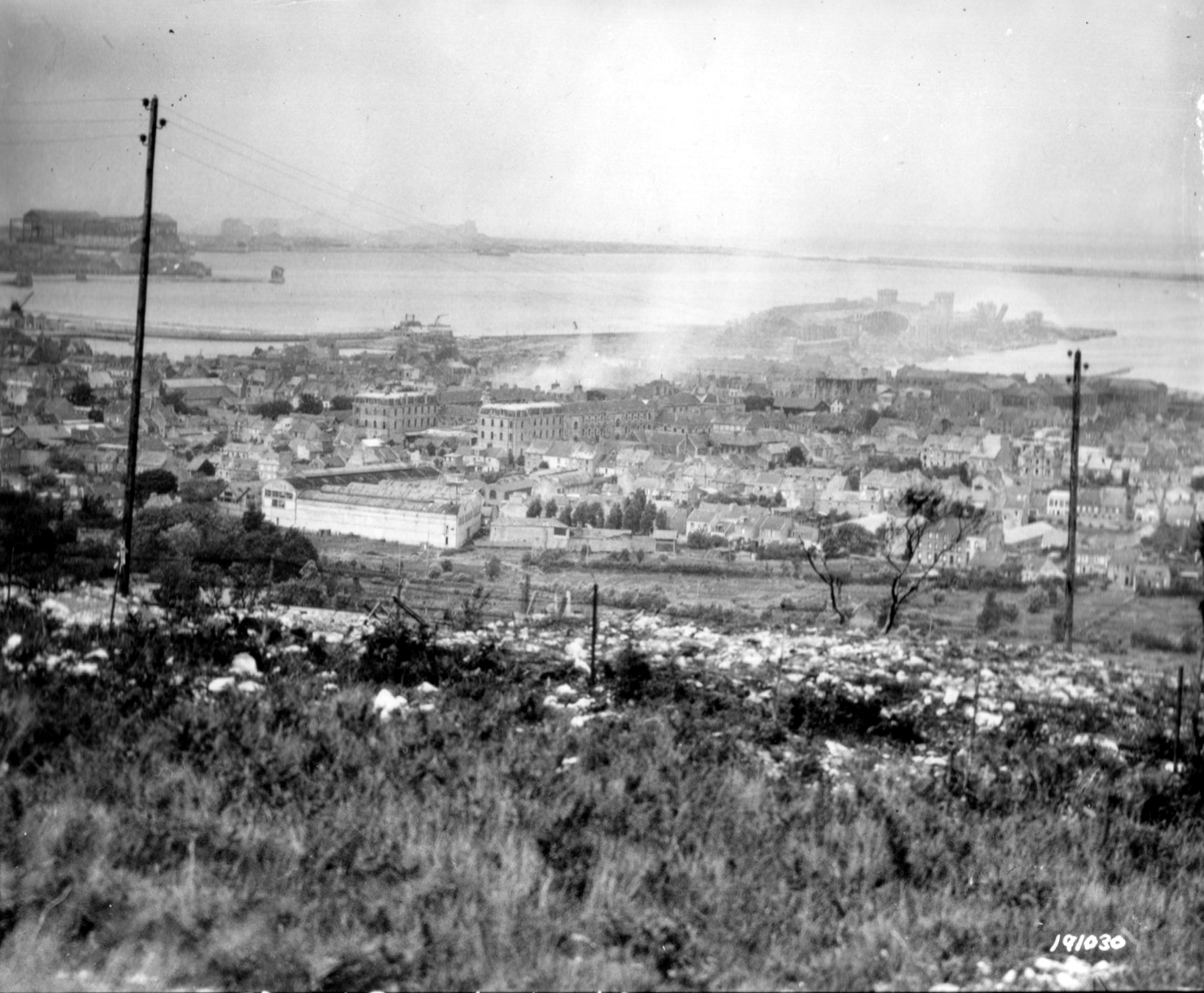
منظر لمدينة وميناء شاربورغ في 1944

تقدم الجيش السابع الأمريكي في كوتنتين ولم يتمكن الالمان باتخاذ الإجراءات الكافية وهكذا لم يعد في 16 جوان 1944 امام الأمريكيين أي عائق طبيعي للتوجه إلى شاربورغ التي تراجع اليها الالمان بقيادة الفلدمارشال رومل ضمن تحصينات حائط الأطلسي
في 18 جوان 1944 تقدمت القوات لامريكية من الجنوب نحو مدينة شاربورغ التي تحصن بها الجنرال فون شليبن بـ 21 الف جندي

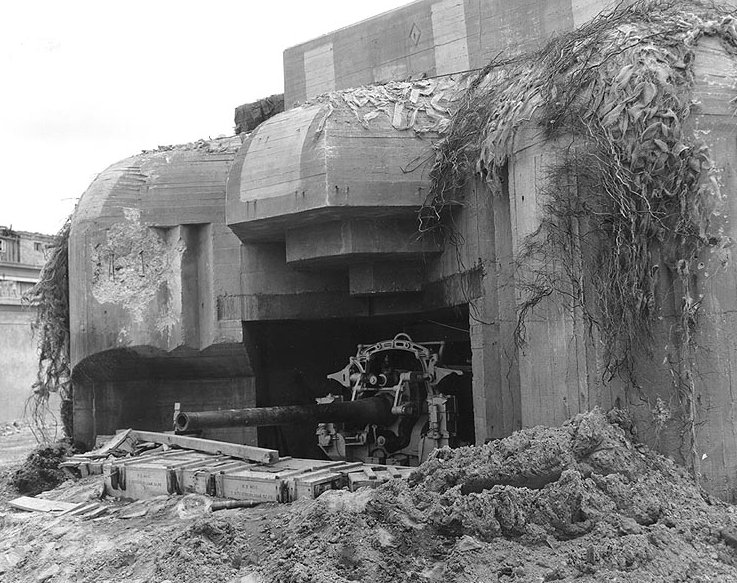
مخبأ محصن مزود بمدفع في مدينة شاربورغ في 1944

في 23 جوان 1944 قام الميجور جنرال كولينز قائد الجيش السابع الأمريكي بمهاجمة المدينة ضمن حرب الشوارع ومن مدفعية السفن البحرية وتمكن الأمريكيون من إخراج الالمان من مخابئهم المحصنة

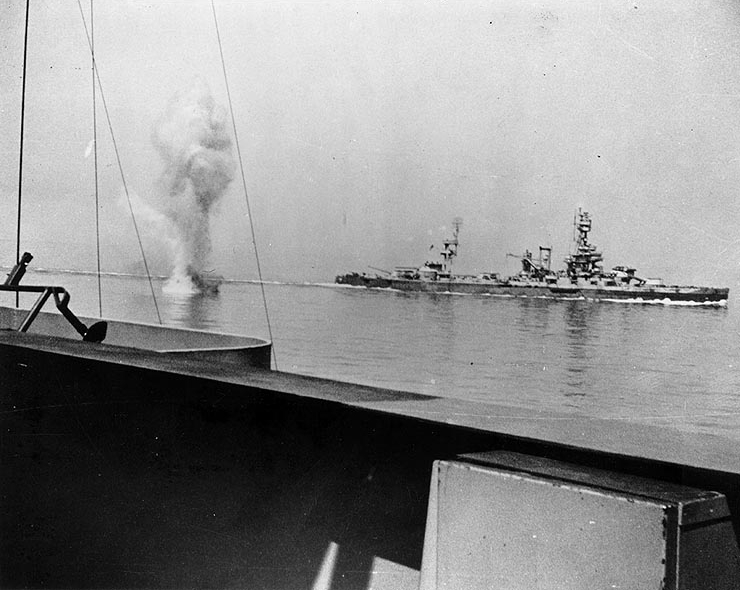
قنبلة البحرية الأمريكية USS Texas وUSS Arkansas للقوات الألمانية في مدينة شاربورغ .صورة مأخوذة من USS Arkansas

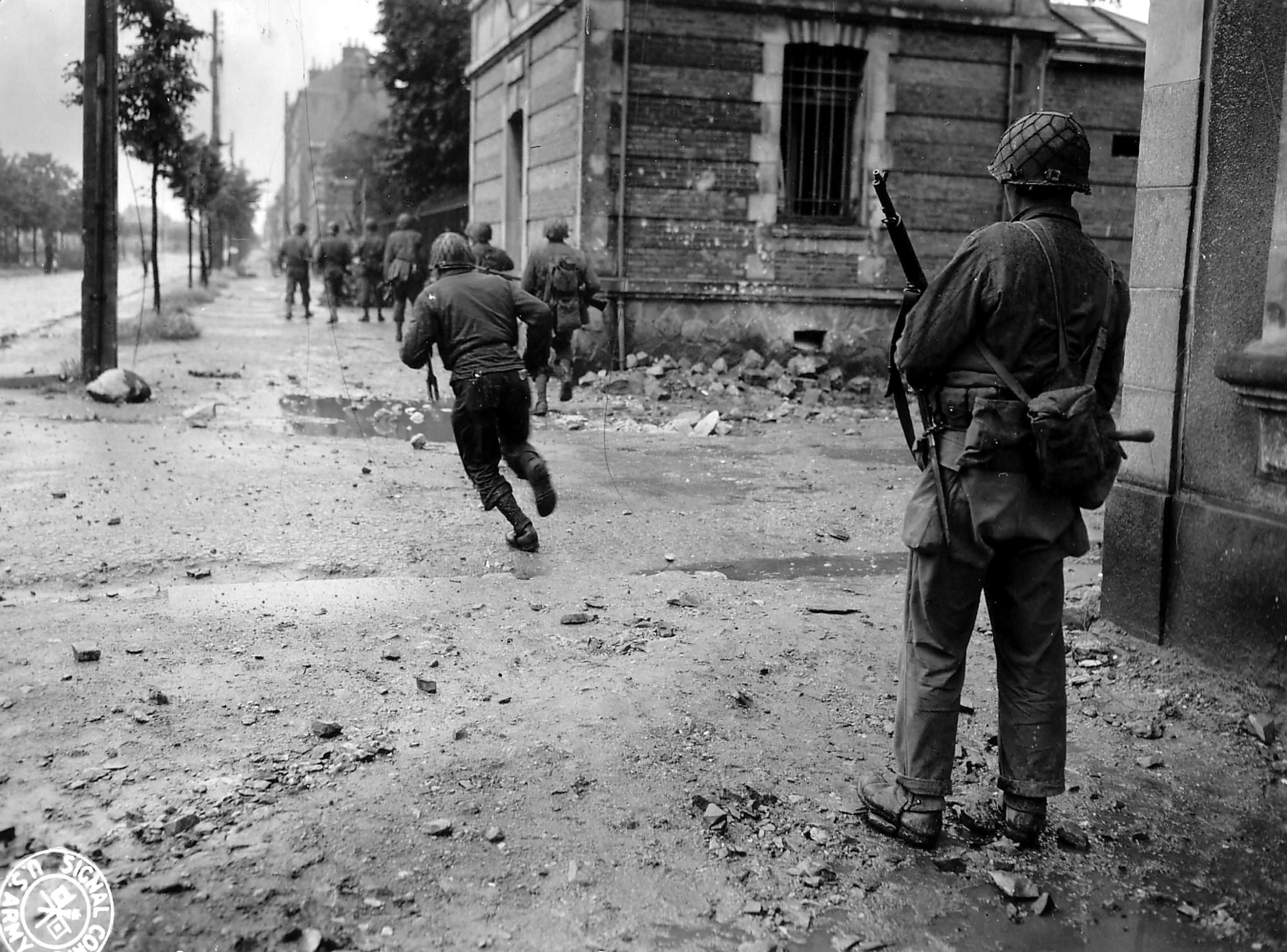
جنود أمريكيون في شارع باريس في مدينة شاربورغ في 1944

في 26 جوان 1944 اضظر القائدان الألمانيان فون شليبن وهينيكه إلى امضاء وثيقة الاستسلام ثم تبعتهم القوات الألمانية التي كانت تدافع عن ميناء شاربورغ وبعض القوات المتمركزة خارج التحصينات

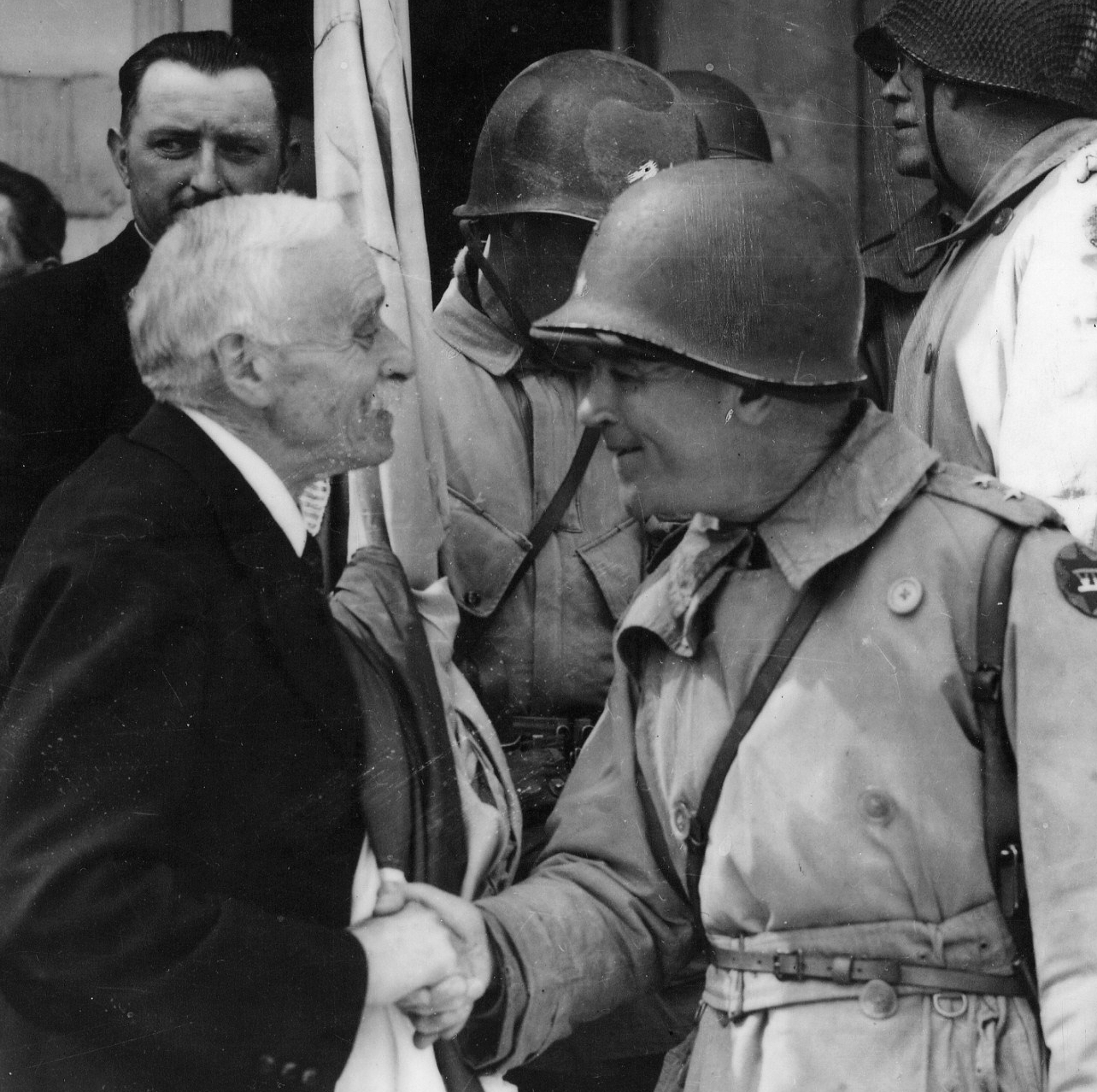
عمدة مدينة شاربورغ يهنئ ويشكلر الجنرال كولينز قائد الجيش الأمريكي الذي حرر المدينة.صورة صفحة مجلة voir رقم 6

تم اسر 39 الف جندي ألماني وخسارة عدد هام من الضباط والجنود الأمريكيين

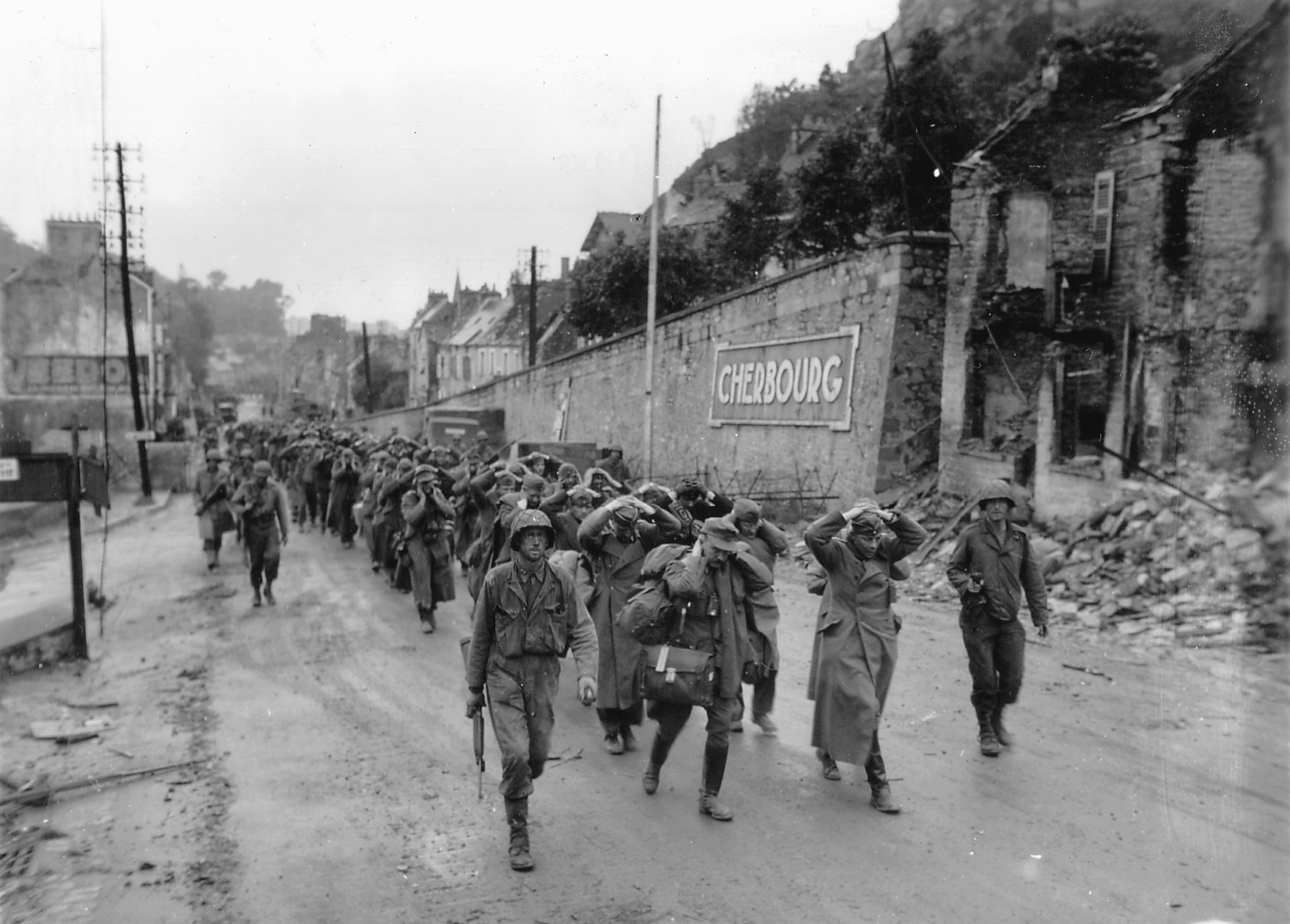
مشهد لرتل من الاسرى الالمان في مدينة شاربورغ بعد نهاية المعركة في 1944

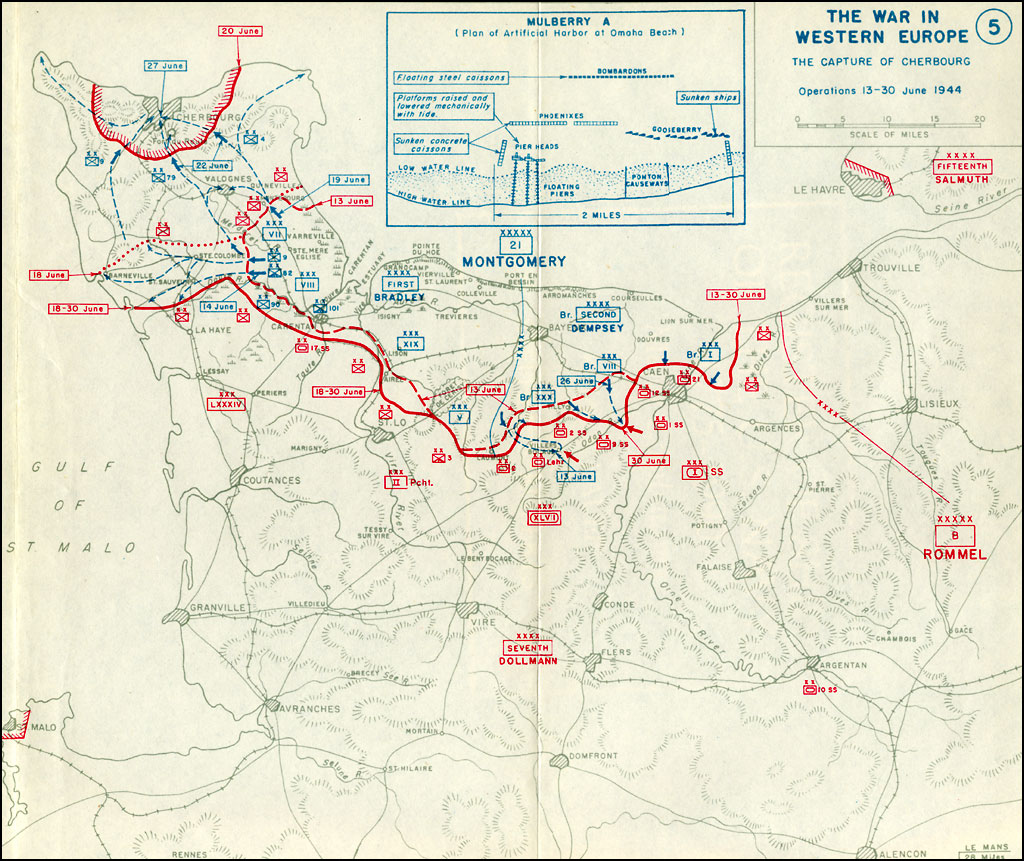
مخطط العمليات التي ادت إلى الاستسلاء على شاربورغ

ورغم ان الالمان خربوا ولغموا ميناء شاربورغ إلى درجة عدم صلاحيته للانزال فان الحلفاء قاموا به باصلاحات سريعة واصبح يستقبل سفن الحرية في اواخر جويلية 1944 وظل الميناء الوحيد الممون لاوروبا حتى تحرير ميناء انتورب في نوفمبر 1944

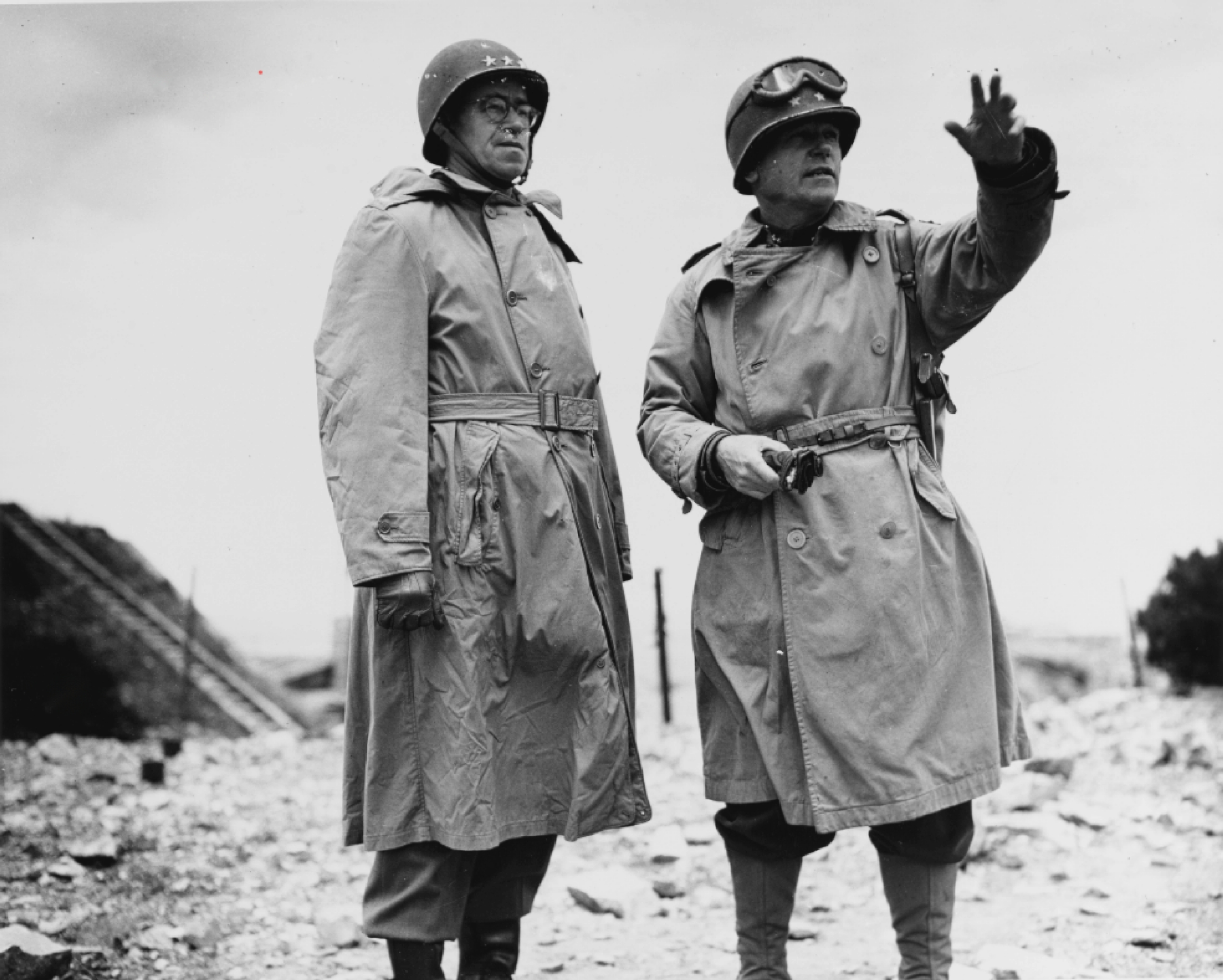
بداية جويلية 1944:الميجور جنرال كولينز يشرح للجنرال الملازم عمر برادلي كيف تم الاستيلاء على المدينة

فبه كانت نهاية انبوب الوقود بلوتو (PLUTO) وبداية الطريق السريع الأحمر والطريق الحلو نخو اورويا الغربية
وفي نوفمبر 1944 قام الفرنسيون ببداية استخراج المخلفات التي رماها الالمان في قعره
تم تكريم شاربورغ في 2 جوان 1945 وتم اعادتها للفرنسيين في 14 أكتوبر 1945.